# Грушин, Валерий Фёдорович
Валерий Фёдорович Гру́шин (23 октября 1944, Моздок — 29 августа 1967, река Уда) — гитарист, исполнитель бардовской песни, в честь него назван ежегодный съезд КСП Грушинского фестиваля, проходящий с 1968 г. под Самарой, в первые выходные июля, на берегах реки Волги.

## Биография
Отец — Фёдор Иванович Грушин (1910—1990), москвич, был кадровым военным, лётчиком, окончил Ейское военное училище.
Мать — Белла Яковлевна Грушина (1922—1993), училась в музыкальной школе, музицировала и пела.
От первого брака у Фёдора Грушина осталось двое детей — Неля и Юрий Грушин. Родители Валерия Грушина поженились в 1942 году.
Отец проходил службу в различных частях, поэтому семья Грушиных часто переезжала: Валерий Грушин родился в Моздоке, Североосетинской АССР, затем Грушины перебрались на Крайний Север.
В декабре 1945 года у Грушиных родился второй сын — Юрий Грушин, в июле 1947 года — Александр Грушин. В Куйбышевскую область семья вернулась в начале 1950-х годов. Фёдор Грушин служил в селе Кинель-Черкассы и на станции Звезда.
В 1957 году семья окончательно поселилась в городе Новокуйбышевск на улице Чернышевского, 8. Там же Валерий Грушин окончил с отличием школу № 6 (позже — Медицинский колледж).
В школе Валерий Грушин увлекался турпоходами и из каждого привозил новые песни.

В 1962 году Грушин поступил в Куйбышевский авиационный институт им. С. П. Королёва, где авторской песней увлекались многие. Созданное им трио «Поющие бобры» приобрело популярность как в институте, так и за его пределами.
29 августа 1967 года, обучаясь на пятом курсе института, Грушин погиб во время туристического похода по реке Уде (Сибирь), спасая тонущих детей начальника метеостанции на реке Хадоме.

## Память о Грушине
- Друзья Грушина через год после гибели собрались вместе; пели, чтобы почтить память друга. Так родился ежегодный фестиваль авторской песни им. Грушина, проходящий под Самарой, в первые выходные июля, на берегах реки Волги.
- Остановочный пункт «135-й километр»[2] (место проведения фестивалей авторской песни) в 2001 году был переименован в «Платформу имени Валерия Грушина»[3][4].
- В 2001 году на фасаде корпуса Самарского государственного аэрокосмического университета расположенного по улице Молодогвардейская дом 151 установлена мемориальная доска[5].